# 中途相遇攻擊
中途相遇攻擊（英語：Meet-in-the-middle attack）是密碼學上以空間換時間的一種攻擊。

## 歷史
這個攻擊方式在1977年就由惠特菲爾德·迪菲（Diffie）與馬丁·赫爾曼（Hellman）提出來。

## 原理

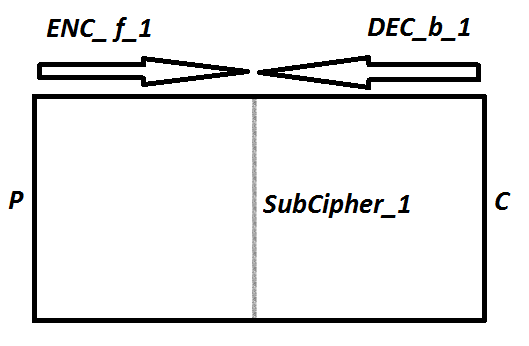
一維中途相遇攻擊

假設{\displaystyle ENC}是加密函式，{\displaystyle DEC}是解密函式，也就是{\displaystyle ENC^{-1}}，而{\displaystyle k_{1}}與{\displaystyle k_{2}}為兩次加密用的秘鑰，則可以推導出：
{\displaystyle {\begin{aligned}C&=ENC_{k_{2}}(ENC_{k_{1}}(P))\\P&=DEC_{k_{1}}(DEC_{k_{2}}(C))\\\Rightarrow ENC_{k_{1}}(P)&=DEC_{k_{2}}(C)\end{aligned}}}
當攻擊者已知明文{\displaystyle P}與密文{\displaystyle C}時，攻擊者可以窮舉所有{\displaystyle k_{1}}的組合，將產生出來的第一層密文{\displaystyle ENC_{k_{1}}(P)}，用大量空間儲存下來。再窮舉所有{\displaystyle k_{2}}的組合，將{\displaystyle DEC_{k_{2}}(C)}的值與前面儲存下來的結果比對，進而得出正確的{\displaystyle k_{1}}與{\displaystyle k_{2}}。
這使得攻擊者計算的量從{\displaystyle k_{1}}與{\displaystyle k_{2}}各自的可能組合數相乘，變成相加。
這也是為什麼三重資料加密演算法（3DES）使用了三把56 bits的秘鑰（168 bits），卻只有兩把秘鑰的強度（112 bits）。